# Pavel Horyna
Pavel Horyna (* 28.října 1973 v Praze) je český lékař specializující se na plastickou chirurgii, člen České lékařské společnosti J. E. Purkyně. V roce 2024 se umístil v žebříčku Forbes mezi nejlepšími 50 lékaři Česka.
Od roku 2019 vykonává funkci primáře soukromé kliniky MEDICOM Clinic v Praze a Ústí nad Labem.

## Profesní kariéra
Pavel Horyna studoval na 3. lékařské fakultě Univerzity Karlovy v Praze, kterou úspěšně dokončil v roce 1999. Po promoci nastoupil na Chirurgickou kliniku do Masarykovy nemocnice v Ústí nad Labem, kde se zaměřoval na všeobecnou a cévní chirurgii. V roce 2002 složil atestaci v oboru chirurgie.
V letech 2005 až 2009 pracoval na oddělení plastické chirurgie ve Fakultní nemocnici Hradec Králové, kde se specializoval na plastickou chirurgii a mikrochirurgii. Během tohoto období pracoval také pro Ústav estetické chirurgie Praha - Emauzy.
V roce 2009 získal atestaci v oboru plastické chirurgie a licenci České lékařské komory pro obor chirurgie a plastické chirurgie. Ve stejném roce nastoupil na funkci plastického chirurga na Klinice plastické chirurgie ve Fakultní nemocnici Královské Vinohrady v Praze. Zde působil do roku 2018.
Od roku 2014 působí Pavel Horyna na Klinice plastické chirurgie MEDICOM Clinic. Od roku 2019 zde vykonává funkci primáře pobočky v Ústí nad Labem a v Praze.